# Eldorado (São Paulo)
Pour les articles homonymes, voir Eldorado (homonymie).
Eldorado est une municipalité brésilienne de l'État de São Paulo et la Microrégion de Registro.